# شوتا آئوکی
شوتا آوکی (انگلیسی: Shota Aoki؛ زادهٔ ۱۱ اوت ۱۹۹۰) بازیکن فوتبال اهل ژاپن است.